# Cristo Redentor de los Andes

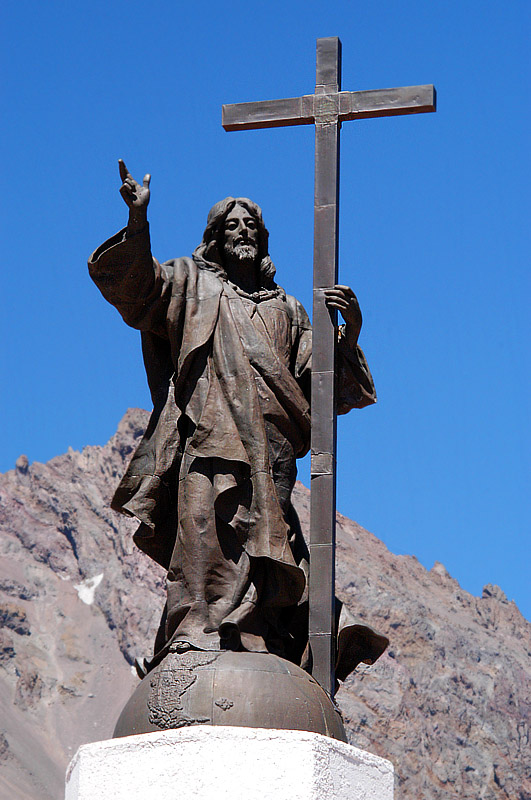
Christus – Erlöser der Anden

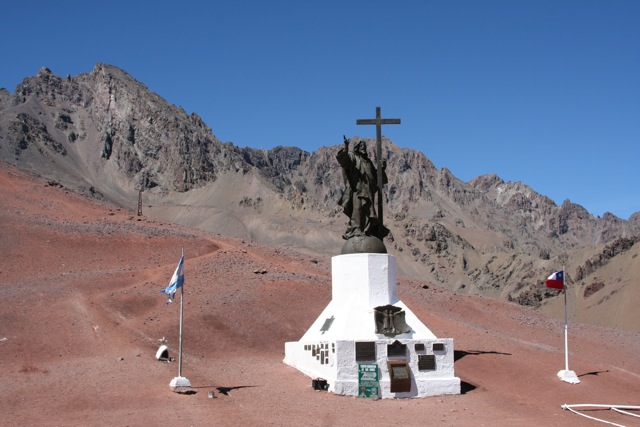
Die Statue auf der Passhöhe von La Cumbre

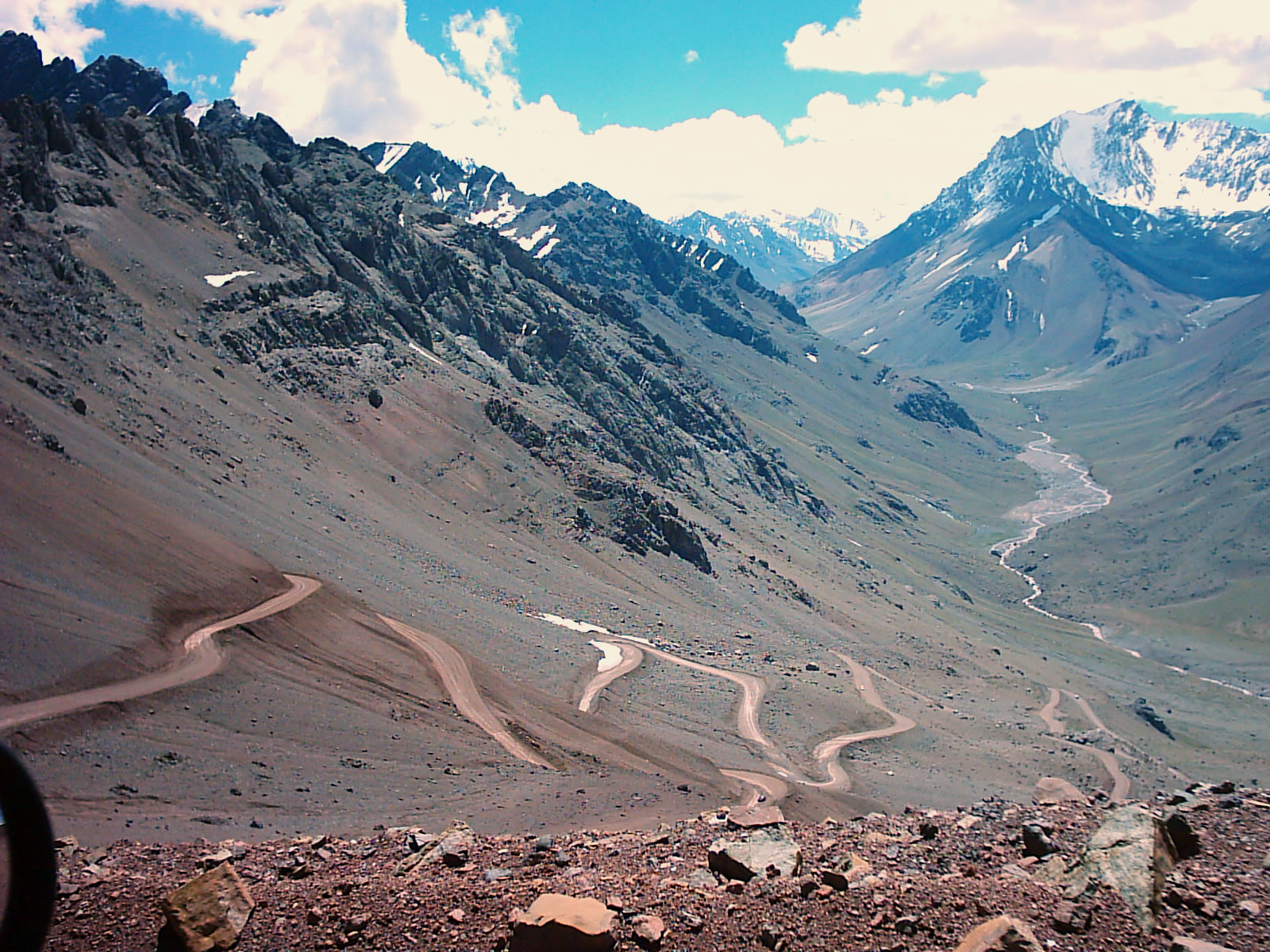
Die Zufahrt zur Passhöhe bzw. zum Denkmal von argentinischer Seite

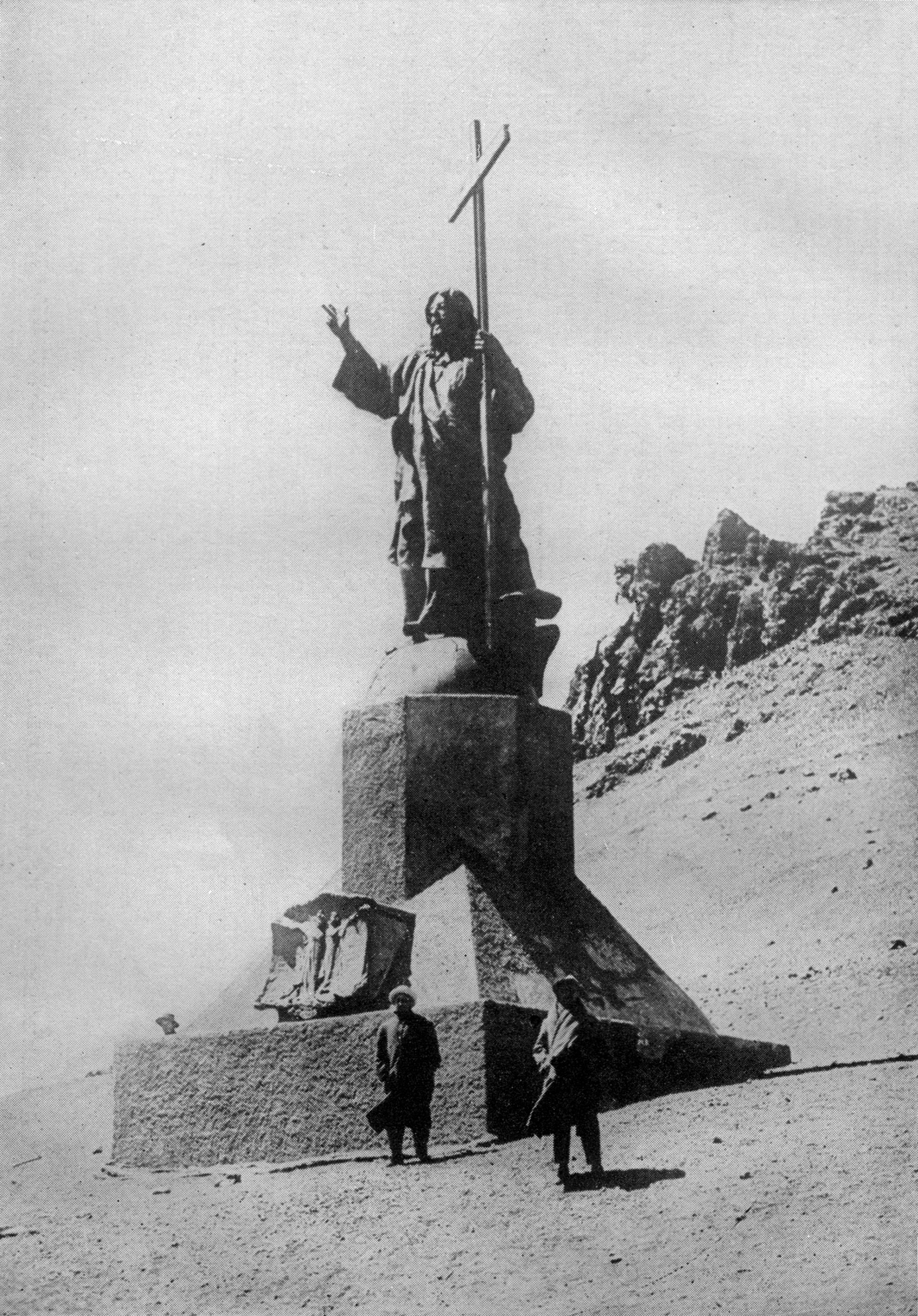
Historische Aufnahme, publiziert 1921, die einen Größenvergleich erlaubt

Der Cristo Redentor de los Andes (deutsch: Christus, Erlöser der Anden) ist eine Christusstatue auf der Passhöhe des Paso de la Cumbre (3832 m) in den Anden auf der Grenze zwischen Argentinien und Chile. Die rund sechs Meter hohe Bronzestatue wurde 1904 bei der Feier zur friedlichen Lösung des Grenzkonfliktes der beiden Länder enthüllt.
Auf dem sechs Meter hohen Granitsockel ist ein halber Globus mit den Umrissen Südamerikas zu sehen. Auf ihm steht die Christusfigur, in der linken Hand ein Kreuz, die Rechte zum Segensgruß erhoben.

## Geographische Lage
Die Statue befindet sich auf dem Paso de la Cumbre, dem höchsten Punkt der alten Straße zwischen Mendoza in Argentinien und Santiago de Chile. Der Pass ist unter weiteren Bezeichnungen bekannt, auf chilenischer Seite etwa als Iglesia Pass („Kirchenpass“), auf argentinischer Seite u. a. als Bermejo Pass. Die nächstgelegenen größeren Siedlungen sind die Stadt Uspallata (Argentinien) und Juncal (Chile), das nächstgelegene Dorf ist Las Cuevas in Argentinien, das inzwischen beinahe ausgestorben ist. Von dort windet sich die Straße auf neun Kilometern über Serpentinen rund einen Kilometer in die Höhe zum Pass. Sie ist nur in den Sommermonaten befahrbar, wenn kein Schnee liegt. Im Winter können die Temperaturen auf minus 30 °C fallen. Die Straße wird heutzutage vorwiegend als touristische Route genutzt, um zur Statue zu gelangen. Der Hauptverkehrsstrom verläuft seit 1980 durch den Cristo-Redentor-Tunnel, der den Pass unterquert.

## Geschichtlicher Hintergrund und Bau der Statue
Zu Beginn des 20. Jahrhunderts schrieb Papst Leo XIII. eine Reihe von Enzykliken, in denen er zu Frieden und Harmonie und zur Hingabe an Christus den Erlöser aufrief. Zur selben Zeit näherten sich Argentinien und Chile einem bewaffneten Konflikt um den Grenzverlauf. Der Bischof von Cuyo, Marcelino del Carmen Benavente, versprach, eine Christus-Erlöser-Statue aufzustellen, um die Parteien an die Friedensbotschaft Christi zu erinnern. Die sechs Meter hohe Bronzeskulptur – das Kreuz misst rund sieben Meter – wurde daraufhin vom Bildhauer Mateo Alonso aus Buenos Aires geschaffen und für eine gewisse Zeit im Innenhof des Colegio Lacordaire des Dominikanerordens in Buenos Aires ausgestellt.
Als Argentinien und Chile dem Krieg näherrückten, hatte Ángela de Oliveira Cézar de Costa (1860–1940), eine bekannte Persönlichkeit mit guter gesellschaftlicher Vernetzung, die Idee, die Statue in die Anden hochzutransportieren als Symbol für den Frieden und die Einheit der beiden Nationen. Sie hatte besonders Anlass zur Besorgnis, da ihr Bruder General in der Argentinischen Armee war und sich bereits auf den bewaffneten Grenzkonflikt vorbereitete. Als gute Bekannte des argentinischen Präsidenten Julio Roca gelang es ihr, das Interesse beider Seiten zu gewinnen. Sie wurde später für den Friedensnobelpreis nominiert.
Im Mai 1902 kam es zum diplomatischen Durchbruch: Argentinien und Chile schlossen eine Friedensvereinbarung ab. Der Plan zur Errichtung der Statue schritt voran.
1904 wurde der in Teile zerlegte Christus 1200 km mit dem Zug transportiert und danach mit Maultieren auf den Pass geschafft. Am 15. Februar 1904 wurde ein sechs Meter hohes Podest aus Granit fertiggestellt, entworfen von Molina Civit. Mateo Alonso leitete den Zusammenbau der Statue. Sie wurde so aufgestellt, dass das Gesicht auf die Grenzlinie gerichtet ist.

## Einweihung
Am 13. März 1904 erklommen trotz schwieriger Wetterbedingungen etwa 3000 Chilenen und Argentinier den Pass und beobachteten die beiden Armeen, die noch kurze Zeit zuvor sich bekämpfen wollten, wie sie gemeinsam Salutschüsse abgaben. Ihre Militärkapellen spielten die Nationalhymnen des jeweils anderen Landes. Des Weiteren wurden zur Feier der Freundschaft der beiden Länder zwei Medaillons enthüllt. Auf der einen steht (auf Spanisch): „Eher sollen diese Berge zu Staub zerfallen, als dass Chile und Argentinien diesen Frieden brechen, den sie sich am Fuße des Cristo Redentor zu bewahren geschworen haben.“ Eine lateinische Inschrift lautet: Ipse est pax nostra qui facit utraque unum (ER ist unser Friede, der aus beiden eines gemacht hat, Eph 2,14 ).
Argentiniens Präsident Julio Roca und Chiles Präsident Germán Riesco Errázuriz konnten an der Zeremonie nicht teilnehmen, aber ihre Außenminister waren anwesend, ebenso der Erzbischof von Buenos Aires und die Bischöfe von Cuyo (Argentinien) und Ancud (Chile).

## Weitere Entwicklung
1916 wurde das Kreuz der Statue ersetzt, da es den harten klimatischen Bedingungen nicht standhielt. Das ursprüngliche Bronzekreuz wurde zu Erinnerungsmedaillen umgearbeitet. Verschiedene weitere Medaillen wurden im Lauf der Jahre hinzugefügt. 1993 wurde die ausgesprochen renovierungsbedürftige Statue von der argentinischen Provinz Mendoza einer größeren Reparatur unterzogen.
2004 wurde auf der Passhöhe das hundertjährige Jubiläum der Statue gefeiert. An der Feierlichkeit nahmen die Präsidenten Argentiniens und Chiles, Néstor Kirchner und Ricardo Lagos, teil. Sie bekräftigten die Freundschaft der beiden Länder. Die Statue wurde zu einem Nationalen Denkmal Argentiniens erklärt.